# Ferrelview
Ferrelview és una població dels Estats Units a l'estat de Missouri. Segons el cens del 2000 tenia 593 habitants.

## Demografia
Segons el cens del 2000, Ferrelview tenia 593 habitants, 302 habitatges, i 119 famílies. La densitat de població era de 2.081,4 habitants per km².
Dels 302 habitatges en un 21,9% hi vivien nens de menys de 18 anys, en un 27,5% hi vivien parelles casades, en un 8,6% dones solteres, i en un 60,3% no eren unitats familiars. En el 52,6% dels habitatges hi vivien persones soles el 5% de les quals corresponia a persones de 65 anys o més que vivien soles. El nombre mitjà de persones vivint en cada habitatge era d'1,96 i el nombre mitjà de persones que vivien en cada família era de 3,08.
Per edats la població es repartia de la següent manera: un 24,6% tenia menys de 18 anys, un 9,3% entre 18 i 24, un 37,4% entre 25 i 44, un 22,8% de 45 a 60 i un 5,9% 65 anys o més.
L'edat mediana era de 34 anys. Per cada 100 dones de 18 o més anys hi havia 139 homes.
La renda mediana per habitatge era de 32.750 $ i la renda mediana per família de 39.219 $. Els homes tenien una renda mediana de 27.708 $ mentre que les dones 23.125 $. La renda per capita de la població era de 17.190 $. Entorn del 3,7% de les famílies i el 5,6% de la població estaven per davall del llindar de pobresa.

## Poblacions més properes
El següent diagrama mostra les poblacions més properes.